# Бад-Кройцнах
Бад Кройцнах (нім. Bad Kreuznach) — курортне місто в Німеччині, у землі Рейнланд-Пфальц, адміністративний центр однойменного району в складі згаданої землі. Розташоване на річці Нае, притоці Рейну. Місто і навколишня місцевість уславились як у державі, так і за її межами як виноробний район завдяки своїм винам, особливо з винограду сортів рислінг, сильванер та Мюллер-Тургау.
Площа — 55,63 км2. Населення становить 51 310 ос. (станом на 31 грудня 2020).

## Відомі уродженці
- Ганс Дріш (нар.1867 — †1941) — філософ i біолог
- Гюнтер Ферхойген (нар.1944) — політичний діяч
- Мануель Фрідріх (нар.1979) — футболіст
- Ніклас Майнерт (нар.1981) — хокеїст на траві, олімпійський чемпіон